# Imagic
Imagic était un développeur et un éditeur de jeux vidéo américains qui a initialement créé des jeux pour l'Atari 2600 et plus tard pour d'autres consoles. Fondé en 1981 par des expatriés d'Atari et Mattel (Bill Grubb, James Goldberger, Brian Dougherty et Demmis Koble), ses jeux les plus vendus sont Atlantis, Cosmic Ark, et Demon Attack. Imagic a également publié des jeux pour Mattel Intellivision, ColecoVision, Texas Instruments TI-99/4A, IBM PCjr, Commodore VIC-20, Commodore 64 et Magnavox Odyssey². Leur portages sur Odyssey² de Demon Attack et Atlantis sont leurs seules productions en tant que développeur tiers pour ce système en Amérique du Nord. La société n'a jamais réussi à remonter après le krach du jeu vidéo nord-américain de 1983 et a été liquidée en 1986,,,,,,.

## Jeux

### 1982
- Atlantis
- Cosmic Ark
- Demon Attack
- Dragonfire
- Fire Fighter
- Beauty and the Beast
- Microsurgeon
- Riddle of the Sphinx
- Swords & Serpents
- Star Voyager
- Trick Shot

### 1983
- Dracula
- Fathom
- Laser Gates
- Moonsweeper
- No Escape!
- Nova Blast
- Quick Step
- Safecracker
- Tropical Trouble
- Truckin'
- White Water!

### 1984
- Chopper Hunt - précédemment Buried Bucks de ANALOG Software
- Tournament Tennis
- Wing War

### Annulé
Cubicolor